# Beryl Markham
Beryl Markham (26 octobre 1902 – 3 août 1986) est une aviatrice kényane d'origine britannique. Elle est l'une des premières pilotes de brousse kényane. Aventurière, entraîneuse de chevaux de course et écrivaine, elle est la première pilote à traverser l'Atlantique d'est en ouest sans escale et en solo. Elle raconte ses aventures dans ses mémoires À l'ouest avec la nuit.

## Enfance
Beryl Markham naît dans le village d'Ashwell, dans le comté de Rutland, en Angleterre, fille de Charles Baldwin Clutterbuck, entraîneur de chevaux reconnu et de Clara Agnes (née Alexander) Clutterbuck (1878-1952). Elle a un frère ainé, Richard Alexander « Dickie » Clutterbuck (1900-1927).
Alors qu'elle est âgée de quatre ans, la famille Clutterbuck déménage au Kenya. Son père y crée un élevage de chevaux de courses à Njoro (en), près de la vallée du Grand Rift, entre l'escarpement de Mau et la vallée de Rongai. Un an après leur arrivée, sa mère qui ne supporte pas leurs conditions de vie spartiates, retourne en Angleterre avec son frère ayant une santé faible. Beryl Markham passe une enfance aventureuse à apprendre, jouer et chasser avec les enfants locaux de la tribu Kipsigi. Sur la ferme familiale, elle développe ses connaissances et son amour pour les chevaux, s'établissant comme entraîneuse à l'âge de dix-sept ans, après le départ de son père pour le Pérou. Cette éducation non conventionnelle pour quelqu'un de son rang fait d'elle une jeune femme farouche et audacieuse, qui se moque de la bienséance.

## Record aérien
Beryl est surtout connue pour son vol en solo à travers l'Atlantique, d'est en ouest.
Lorsque Beryl décide d'entreprendre la traversée de l'Atlantique, aucune femme pilote n'a effectué un vol sans escale ou en solo de l'Europe à New York, bien que plusieurs soient mortes en essayant. Beryl espère remporter les deux records. Le 4 septembre 1936, elle décolle d'Abingdon, dans le sud de l'Angleterre, aux commandes  de son Percival Vega Gull nommé The Messenger. Après vingt heures de vol, l'avion subi une panne d'alimentation en carburant due au givrage des évents des réservoirs de carburant. Elle s'écrase à Baleine Cove (en) sur l'île du Cap-Breton en Nouvelle-Écosse à l'est du Canada. Elle devient la première femme reliant l'Angleterre à l'Amérique du Nord sans escale, en solo et d'est en ouest. Elle est reconnue pionnière de l'aviation.
Inspirée et entraînée par Tom Campbell Black, Beryl a appris à voler. Elle a travaillé pendant un certain temps comme pilote de brousse, repérant les gibiers depuis les airs et signalant leur emplacement à des safaris au sol. C'est une des premières femmes à avoir pu vivre de son activité dans l'aviation commerciale, quoique cette possibilité existât, pour les femmes, depuis 1926. 
Beryl raconte ses nombreuses aventures dans ses mémoires, West with the Night, publiés en 1942. Après avoir vécu pendant de nombreuses années aux États-Unis, Beryl retourne au Kenya en 1952, devenant pour un temps l'entraîneuse de chevaux la plus titrée du pays.

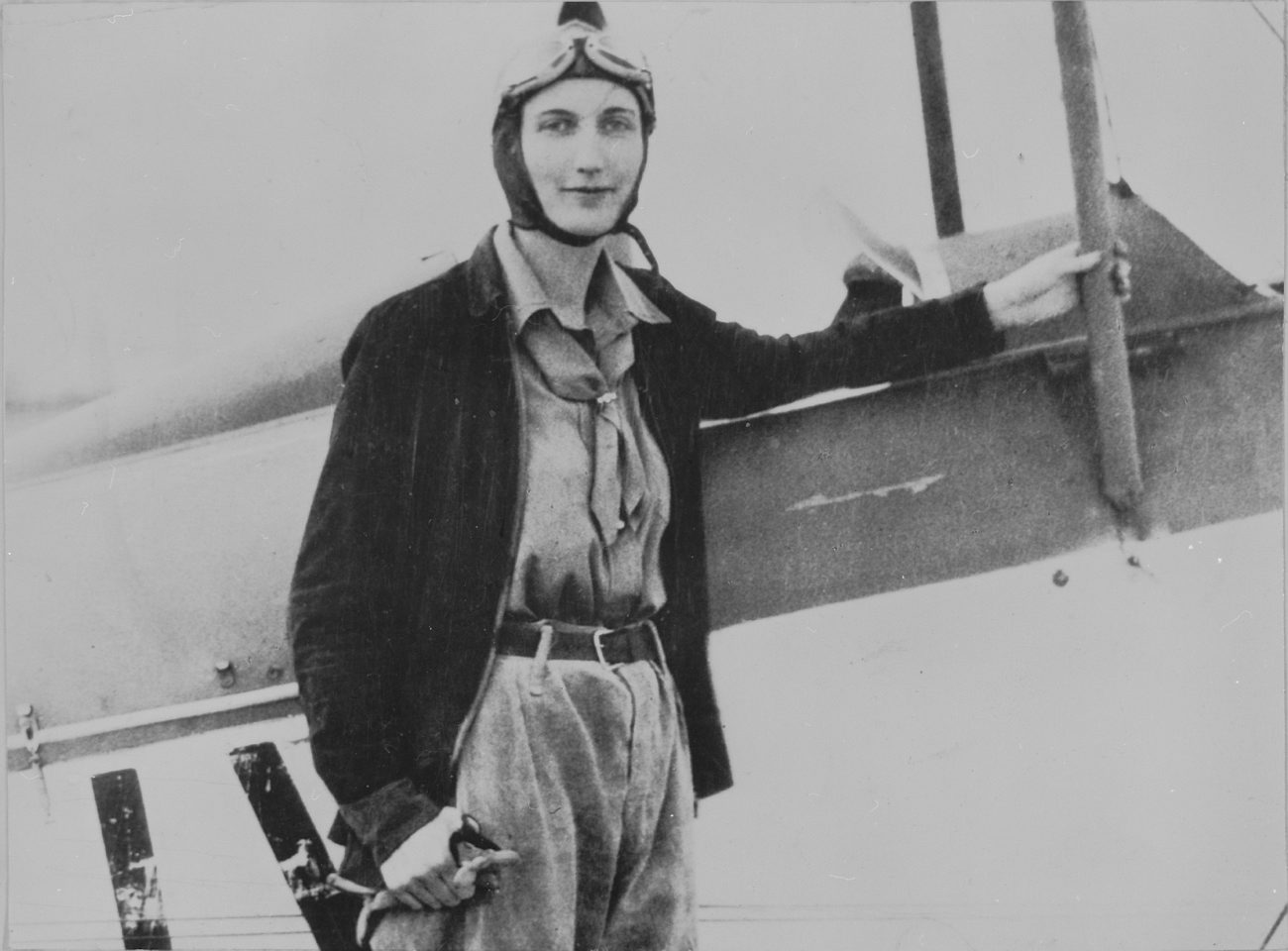

## Vie privée
Aventureuse et indépendante, Beryl Markham était admirée et décrite comme une non-conformiste réputée, même dans une colonie - à l'époque le Kenya s'appelle l'Afrique orientale britannique - connue pour ses excentricités. Elle se marie trois fois, prenant le nom de Markham de son deuxième mari, le riche Mansfield Markham (en), avec qui elle a un fils, Gervase. Elle a une liaison en 1929 avec le prince Henry, duc de Gloucester, fils du roi George V, mais les Windsor demandent à mettre un terme à cette relation. Elle a également une liaison avec Hubert Broad, ancien pilote britannique de la Première Guerre mondiale. Mansfield Markham, lors de son divorce en 1937 avec Bery, demandera le témoignage de Hubert Broad . Après sa traversée de l'Atlantique, elle revient pour vivre avec Broad, qui avait influencé sa carrière de pilote.
Elle s'était liée d'amitié avec l'écrivaine danoise Karen Blixen pendant les années où cette dernière gérait la plantation de café de sa famille dans les collines de Ngong, près de Nairobi. Lorsque la relation romantique de Blixen avec le chasseur et pilote Denys Finch Hatton se termine, Markham commence sa propre liaison avec lui. Il l'a invitée à faire une tournée des terrains de jeu sur ce qui s'est avéré être son vol fatal, mais Markham aurait refusé en raison d'une prémonition de son instructeur de vol, le pilote britannique Tom Campbell Black.
Beryl Markham est représentée dans le film Out of Africa, basé sur les mémoires de Blixen, par le personnage de Felicity.
Le cratère vénusien Markham a été nommé en son honneur.